# Casa de John A. Coate
La Casa de John A. Coate es una residencia histórica ubicada en Grove Hill, Alabama, Estados Unidos.

## Historia
La casa de un piso con tejado amplio se construyó en 1855. Fue catalogado como un hito debido a su importancia arquitectónica como parte de la Presentación de propiedades múltiples del condado de Clarke.
Fue agregado al Registro Nacional de Lugares Históricos el 28 de julio de 1999.